# Gonçalo Almeida
Gonçalo Almeida (ur. 26 listopada 1990 w Vila Real) – luksemburski piłkarz portugalskiego pochodzenia występujący na pozycji pomocnika w luksemburskim klubie FC Differdange 03. W latach 2010–2012 młodzieżowy reprezentant Luksemburga w kadrach U-19 i U-21.

## Kariera klubowa

### CS Grevenmacher
1 lipca 2010 podpisał kontrakt z zespołem CS Grevenmacher. Zadebiutował 1 lipca 2010 w meczu kwalifikacji do Ligi Europy przeciwko Dundalk F.C. (3:3), w którym zdobył bramkę. W Nationaldivisioun zadebiutował 8 sierpnia 2010 w meczu przeciwko Jeunesse Esch (2:2). Pierwszą bramkę w lidze zdobył 15 sierpnia 2010 w meczu przeciwko Jeunesse Canach (0:1).

### FC Differdange 03
1 lipca 2015 przeszedł do klubu FC Differdange 03, w którym zadebiutował 2 lipca 2015 w meczu kwalifikacji do Ligi Europy przeciwko Bala Town F.C. (3:1). W Nationaldivisioun zadebiutował 23 sierpnia 2015 w meczu przeciwko FC Wiltz 71 (5:0), w którym zdobył bramkę. W sezonie 2016/17 wraz z zespołem zajął drugie miejsce w tabeli zdobywając tytuł wicemistrza Luksemburga.

## Kariera reprezentacyjna

### Luksemburg U-19
W 2010 otrzymał powołanie do reprezentacji Luksemburga U-19, w której zadebiutował 17 maja 2010 w meczu towarzyskim przeciwko reprezentacji Belgii U-19 (1:2).

### Luksemburg U-21
W 2010 otrzymał powołanie do reprezentacji Luksemburga U-21. Zadebiutował 17 listopada 2010 w meczu towarzyskim przeciwko reprezentacji Finlandii U-21 (1:0), w którym strzelił gola.

## Statystyki

### Klubowe
(aktualne na dzień 11 sierpnia 2020)
| Klub               | Sezon              | Liga               | Liga  | Liga   | Puchar kraju | Puchar kraju | Europa | Europa | Suma  | Suma   |
| Klub               | Sezon              | Liga               | Mecze | Bramki | Mecze        | Bramki       | Mecze  | Bramki | Mecze | Bramki |
| ------------------ | ------------------ | ------------------ | ----- | ------ | ------------ | ------------ | ------ | ------ | ----- | ------ |
| CS Grevenmacher    | 2010/11            | Nationaldivisioun  | 21    | 6      | 1            | 0            | 2      | 1      | 24    | 7      |
| CS Grevenmacher    | 2011/12            | Nationaldivisioun  | 21    | 4      | –            | –            | –      | –      | 21    | 4      |
| CS Grevenmacher    | 2012/13            | Nationaldivisioun  | 17    | 0      | –            | –            | 2      | 0      | 19    | 0      |
| CS Grevenmacher    | 2013/14            | Nationaldivisioun  | 24    | 2      | 3            | 1            | –      | –      | 27    | 3      |
| CS Grevenmacher    | 2014/15            | Nationaldivisioun  | 18    | 5      | 2            | 1            | –      | –      | 20    | 6      |
| CS Grevenmacher    | Ogólnie            | Ogólnie            | 101   | 17     | 6            | 2            | 4      | 1      | 111   | 20     |
| FC Differdange 03  | 2015/16            | Nationaldivisioun  | 12    | 2      | 1            | 0            | 2      | 0      | 15    | 2      |
| FC Differdange 03  | 2016/17            | Nationaldivisioun  | 17    | 5      | 3            | 1            | –      | –      | 20    | 6      |
| FC Differdange 03  | 2017/18            | Nationaldivisioun  | 17    | 10     | 4            | 0            | –      | –      | 21    | 10     |
| FC Differdange 03  | 2018/19            | Nationaldivisioun  | 11    | 3      | –            | –            | –      | –      | 11    | 3      |
| FC Differdange 03  | 2019/20            | Nationaldivisioun  | 8     | 0      | 2            | 0            | –      | –      | 10    | 0      |
| FC Differdange 03  | Ogólnie            | Ogólnie            | 65    | 20     | 10           | 1            | 2      | 0      | 77    | 21     |
| Ogólnie w karierze | Ogólnie w karierze | Ogólnie w karierze | 166   | 37     | 16           | 3            | 6      | 1      | 188   | 41     |

### Reprezentacyjne
| Reprezentacja   | Rok     | Mecze | Bramki |
| --------------- | ------- | ----- | ------ |
| Luksemburg U-19 | 2010    | 1     | 0      |
| Luksemburg U-19 | 2011    | 1     | 0      |
| Ogólnie         | Ogólnie | 2     | 0      |
| Luksemburg U-21 | 2010    | 1     | 1      |
| Luksemburg U-21 | 2011    | 4     | 1      |
| Luksemburg U-21 | 2012    | 3     | 1      |
| Ogólnie         | Ogólnie | 8     | 3      |

| Mecze i gole w reprezentacji | Mecze i gole w reprezentacji | Mecze i gole w reprezentacji    | Mecze i gole w reprezentacji | Mecze i gole w reprezentacji | Mecze i gole w reprezentacji | Mecze i gole w reprezentacji |
| Reprezentacja U-19           | Reprezentacja U-19           | Reprezentacja U-19              | Reprezentacja U-19           | Reprezentacja U-19           | Reprezentacja U-19           | Reprezentacja U-19           |
| Lp.                          | Data                         | Miejsce                         | Przeciwnik                   | Wynik                        | Gol                          | Rozgrywki                    |
| ---------------------------- | ---------------------------- | ------------------------------- | ---------------------------- | ---------------------------- | ---------------------------- | ---------------------------- |
| 1.                           | 17.05.2010                   | Bertrix, Belgia                 | Belgia U-19                  | 1:2                          |                              | Mecz towarzyski              |
| 2.                           | 26.03.2011                   | Luksemburg, Luksemburg          | Szwajcaria U-19              | 0:6                          |                              | Mecz towarzyski              |
| Reprezentacja U-21           |                              |                                 |                              |                              |                              |                              |
| Lp.                          | Data                         | Miejsce                         | Przeciwnik                   | Wynik                        | Gol                          | Rozgrywki                    |
| 1.                           | 17.11.2010                   | Luksemburg, Luksemburg          | Finlandia U-21               | 1:0                          | Gol                          | Mecz towarzyski              |
| 2.                           | 08.02.2011                   | Ettelbruck, Luksemburg          | Austria U-21                 | 0:6                          |                              | Mecz towarzyski              |
| 3.                           | 29.03.2011                   | Erpeldange-sur-Sûre, Luksemburg | Estonia U-21                 | 0:6                          |                              | Mecz towarzyski              |
| 4.                           | 06.10.2011                   | Luksemburg, Luksemburg          | Szkocja U-21                 | 1:5                          | Gol                          | el. ME U-21 2013             |
| 5.                           | 11.10.2011                   | Łowecz, Bułgaria                | Bułgaria U-21                | 3:2                          |                              | el. ME U-21 2013             |
| 6.                           | 01.06.2012                   | Luksemburg, Luksemburg          | Holandia U-21                | 0:5                          |                              | el. ME U-21 2013             |
| 7.                           | 05.06.2012                   | Kapfenberg, Austria             | Austria U-21                 | 4:1                          |                              | el. ME U-21 2013             |
| 8.                           | 10.09.2012                   | Ettelbruck, Luksemburg          | Bułgaria U-21                | 1:3                          | Gol                          | el. ME U-21 2013             |

## Sukcesy
FC Differdange 03
- Wicemistrzostwo Luksemburga (1×): 2016/2017